# Lons
Lons is een gemeente in het Franse departement Pyrénées-Atlantiques (regio Nouvelle-Aquitaine). Lons telde op 1 januari 2022 13.708 inwoners. De plaats maakt deel uit van het arrondissement Pau en is een voorstad van Pau.
In de gemeente ligt het Musée Mémorial des Parachutistes, een museum over de geschiedenis van de parachutisten van het Franse leger.

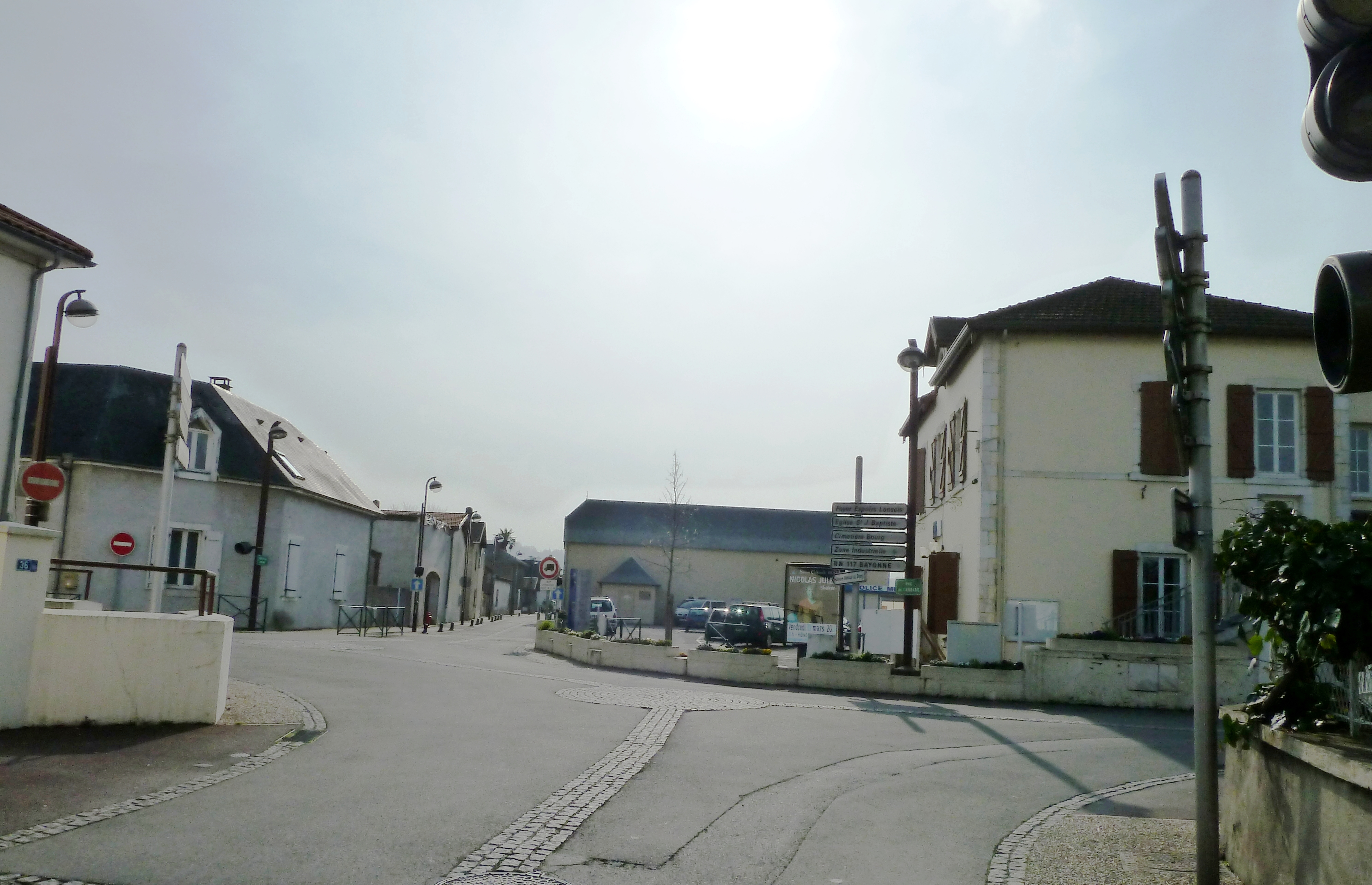
Lons
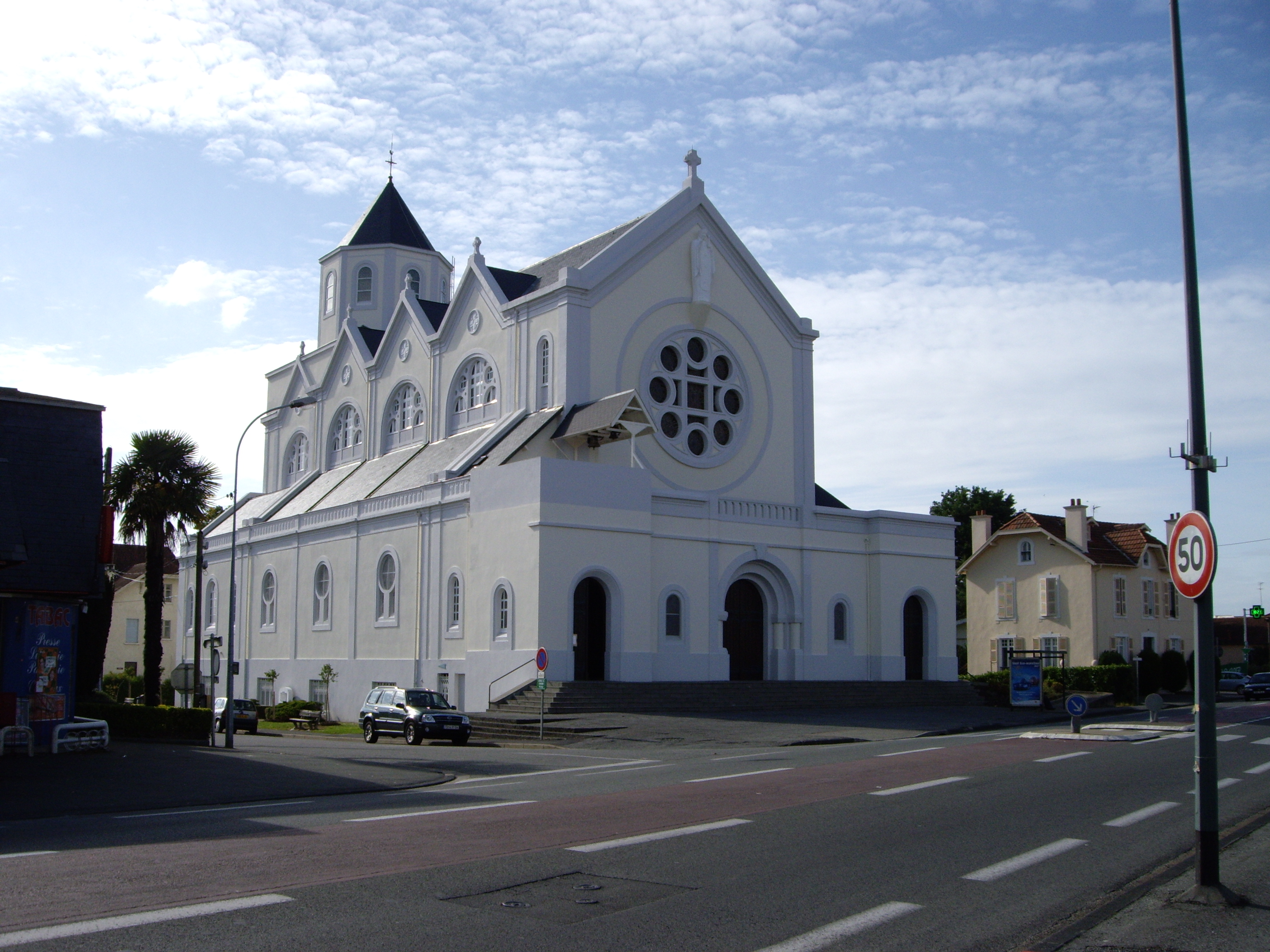
Kerk van St Julien
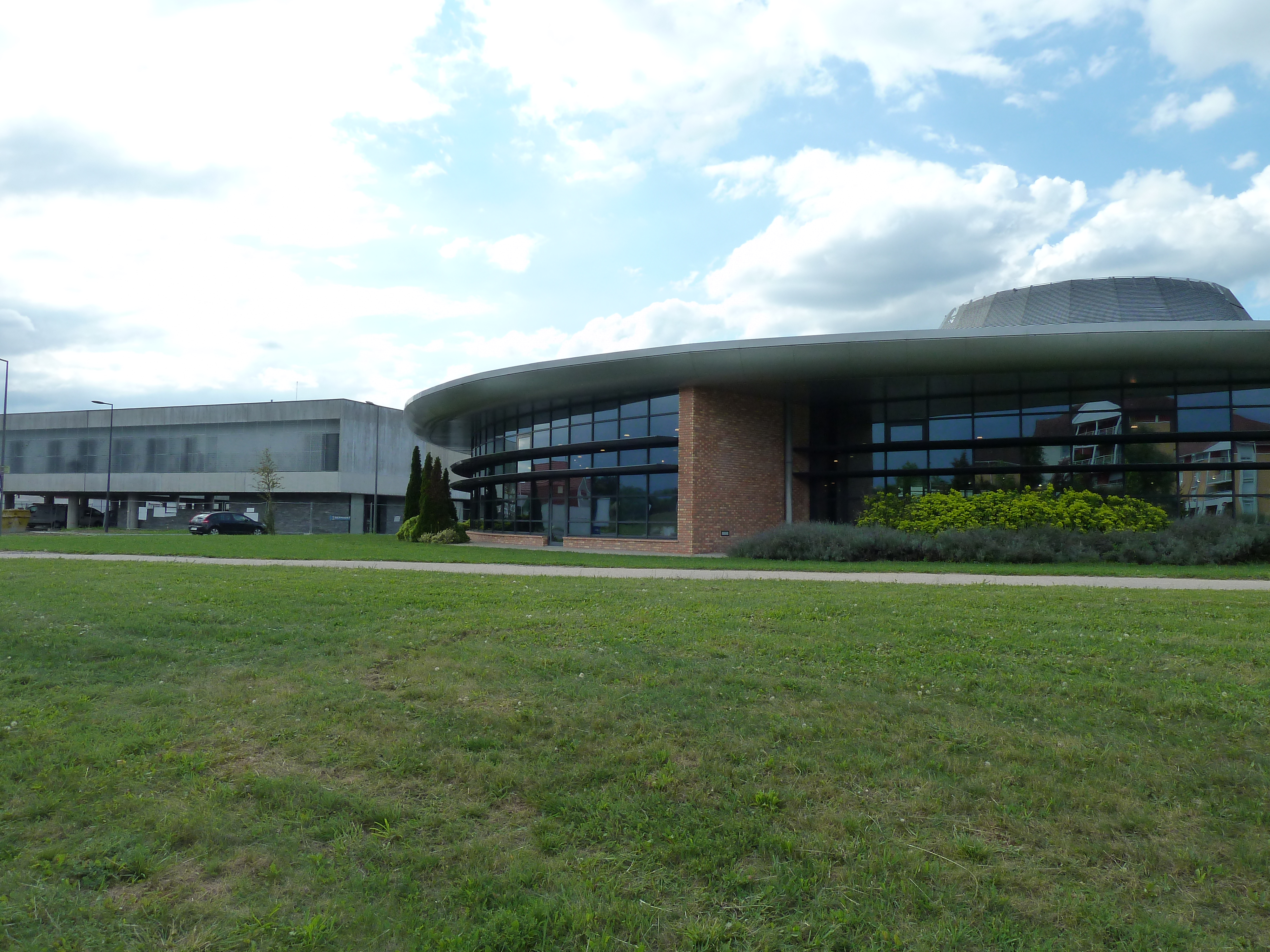
Mediatheek, exterieur
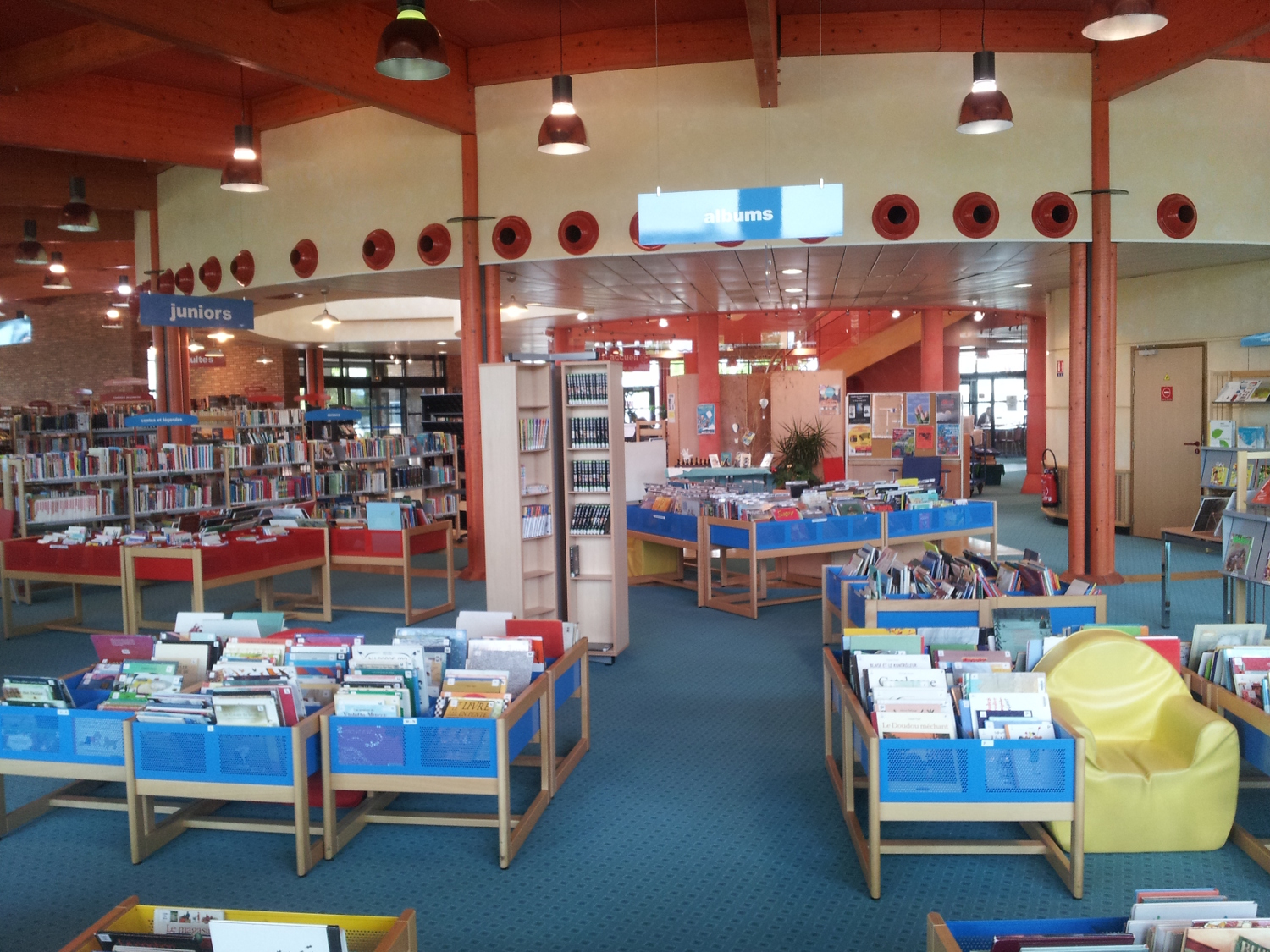
Mediatheek, jeugdafdeling

## Geografie
De oppervlakte van Lons bedroeg op 1 januari 2022 11,53 vierkante kilometer; de bevolkingsdichtheid was toen 1.188,9 inwoners per km².
Stromen door de gemeente (van noord naar zuid): de Aygue Longue, Ousse des bois, Laou, Lacabette, Mourax, Lacaou, Mohédan, Herrere en de Gave de Pau, alle van zuidoost naar noordwest.
De autosnelweg A64 loopt door de gemeente.
De onderstaande kaart toont de ligging van Lons met de belangrijkste infrastructuur en aangrenzende gemeenten.

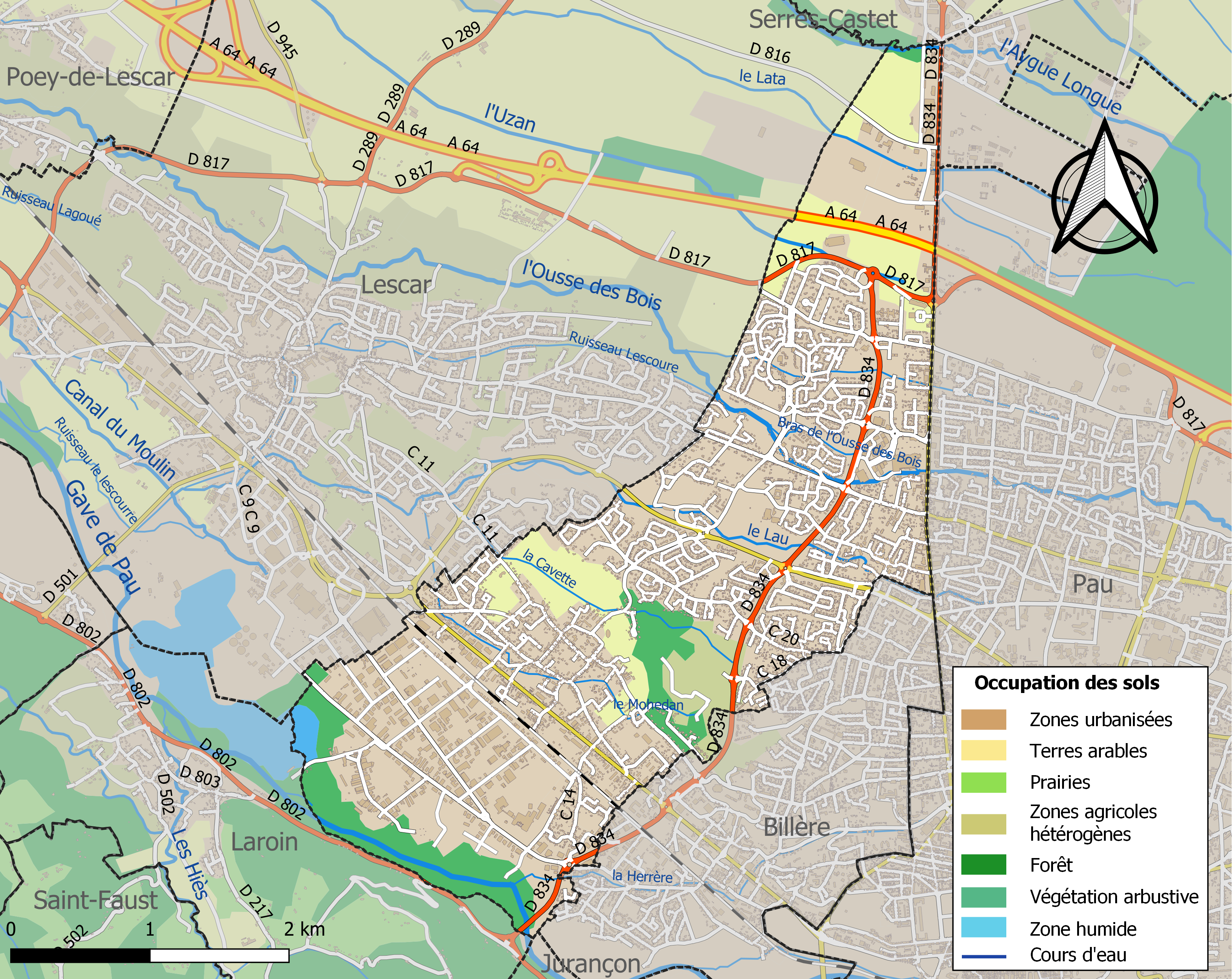

## Demografie
Onderstaande figuur toont het verloop van het inwonertal (bron: INSEE-tellingen).